# Кухаренко Юрій Володимирович
Юрій Володимирович Кухаренко (*2 квітня 1919 р., село Чапля Хмельницької області — †6 січня 1980 р., Москва) — радянський археолог, доктор історичних наук.

## Біографія
Закінчив Хабаровський педагогічний інститут. З 1951 по 1980 рік працював старшим науковим працівником Інституту Археології АН СРСР (Москва). Обстежував археологічні пам'ятники поблизу Гощі, Томахова, Дорогобужа та інших населених пунктів Рівненщини. Автор численних публікацій з археології. Основний напрямок наукових досліджень — археологія ранньої залізної доби і раннього середньовіччя Полісся.